# Molophilus oldenbergi
Molophilus oldenbergi är en tvåvingeart som beskrevs av Paul Lackschewitz 1935. Molophilus oldenbergi ingår i släktet Molophilus och familjen småharkrankar. Inga underarter finns listade i Catalogue of Life.